# Gullhögens bruk
AB Gullhögens bruk var ett aktiebolag inom byggmaterialindustrin, grundat 1916 av bland andra August Wingårdh. Bolagets första cementfabrik anlades i Skövde 1923. Efter andra världskriget expanderade fabriken snabbt och hade som mest 400 anställda.
Den 17 september 1959 inträffade en av de dödligaste arbetsplatsolyckorna i Sverige på Gullhögens bruk då sex personer under ett arbete i Europas största cementsilo föll 45 meter och omkom.
År 1961 köpte Gullhögen samtliga aktier i mineralullstillverkaren Billesholms Glasulls AB av Höganäsbolaget, varefter företaget bytte namn till Gullhögens Mineralull AB.
Gullhögens bruk köptes 1973 upp av Cementa.